# Saint-Jean-aux-Amognes
Saint-Jean-aux-Amognes este o comună în departamentul Nièvre din centrul Franței. În 2009 avea o populație de 459 de locuitori.

## Evoluția populației
| An        | 1975 | 1982 | 1990 | 1999 | 2006 | 2009 |
| --------- | ---- | ---- | ---- | ---- | ---- | ---- |
| Populație | 300  | 340  | 452  | 466  | 463  | 459  |